# Slowakije op het Eurovisiesongfestival 2012
Slowakije nam deel aan het Eurovisiesongfestival 2012 in de Azerbeidzjaanse hoofdstad Bakoe. Het was de 7de deelname van het land op het Eurovisiesongfestival. STV was verantwoordelijk voor de Slowaakse bijdrage voor de editie van 2012.

## Selectieprocedure
Net als in 2011 gaf STV in eerste instantie  aan niet te zullen deelnemen in 2012. De programmadirecteur van de Slowaakse omroep, Andrej Miklánek, maakte dat bekend in oktober 2011. Als verklaring voor het afhaken gaf de Slowaakse omroep als reden zich meer te willen richten op nationale producties.
Echter op 20 december 2011 werd duidelijk dat de Slowaakse omroep toch een kandidaat naar Bakoe zou sturen. 
Op 1 maart 2012 maakte STV bekend dat Max Jason Mai Slowakije zou vertegenwoordigen op het zevenenvijftigste Eurovisiesongfestival. Het lied waarmee hij naar Bakoe zou trekken, was Don’t Close Your Eyes. Max Jason Mai is een pseudoniem voor Miro Smajda, de zanger die in november al werd aangeduid door de Slowaakse omroep om namens zijn land naar het Songfestival in Azerbeidzjan te gaan. Daarop liet hij echter weten zelf nog niet op de hoogte te zijn en werd het stil rond de Slowaakse songfestivalinzending. Uiteindelijk werd hij dan toch de Slowaakse kandidaat voor 2012.

## In Bakoe
In Bakoe trad Slowakije aan in de tweede halve finale, op donderdag 24 mei. Slowakije was als vijftiende van achttien landen aan de beurt, na Estland en voor Noorwegen. Het land kreeg punten van Malta (7), Estland (6), Portugal (4), Zweden (3), Servië (1), Frankrijk (1). Slowakije kreeg in totaal 22 punten en de laatste plaats toebedeeld in de tweede halve finale. Het was de eerste keer dat Slowakije op de laatste plaats eindigde. 
1994 · 1995 · 1996 · 1997 · 1998 · 1999-2008 · 2009 · 2010 · 2011 · 2012 · 2013-2025
Albanië · Azerbeidzjan · België · Bosnië en Herzegovina · Bulgarije · Cyprus · Denemarken · Duitsland · Estland · Finland · Frankrijk · Georgië · Griekenland · Hongarije · Ierland · IJsland · Israël · Italië · Kroatië · Letland · Litouwen · Macedonië · Malta · Moldavië · Montenegro · Nederland · Noorwegen · Oekraïne · Oostenrijk · Portugal · Roemenië · Rusland · San Marino · Servië · Slovenië · Slowakije · Spanje · Turkije · Verenigd Koninkrijk · Wit-Rusland · Zweden · Zwitserland